# August Wilhelm Blume
Heinrich August Wilhelm Blume oder August Wilhelm Blume (geboren 23. November 1787 in Barsinghausen; gestorben 26. September 1847 ebenda) war ein deutscher Steinmetz, Steinhauermeister, Steinbruch-Besitzer und Steinkohle-Bergwerks-Betreiber im Deister in der heutigen Region Hannover.

## Leben

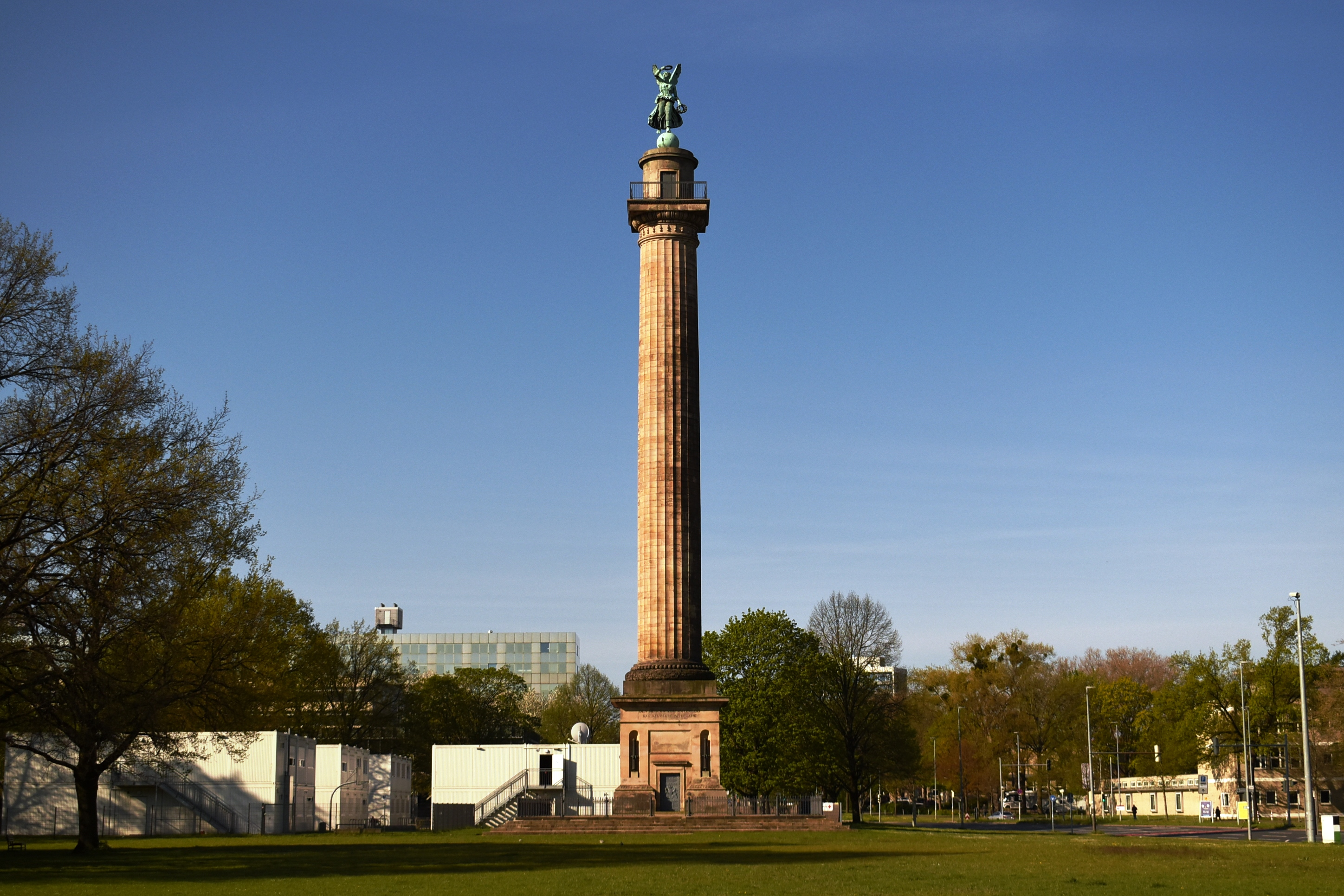
Für die von Laves entworfene Waterloosäule lieferte Blume die Steine aus Deistersandstein

Der im Kurfürstentum Braunschweig-Lüneburg zur Zeit der Personalunion zwischen Großbritannien und Hannover in Barsinghausen geborene Heinrich Wilhelm August Blume durchlief ab 1801 eine Lehre zum Steinhauer und erhielt im Alter von nur 17 Jahren seinen Meistertitel.
Nach der sogenannten „Franzosenzeit“ und der Erhebung des vormaligen Kurhannovers zum Königreich Hannover kam Blume in Kontakt mit dem königlich hannoverschen Hofbaumeister Georg Ludwig Friedrich Laves. In der Folge beteiligte er sich am Bau der von Laves entworfenen Waterloosäule in Hannover, für die er Steine aus seinem Barsinghäuser Steinbruch lieferte, dem Steinbruch N2, der später als Schießstand der Schützengesellschaft Barsinghausen von 1905 in Nachnutzung kam. Zudem wirkte Blume in Hannover gemeinsam mit einem seiner Gesellen auch am Bau der Waterloosäule mit.
1821 wurde Blume mit dem Titel als Königlich Hannoverscher Hofsteinhauermeister ausgezeichnet. Zu seinem Produktportfolio zählten Schleifsteine und Mühlsteine, Grabsteine, Fassadensteine und Türeinfassungen sowie Kunst am Bau.
1830 gründete Blume die „Gesellschaft zur Errichtung eines Steinkohlebergwerks im Klosterforst“, mit der er dann Betreiber eines Bergwerks wurde.
1842 schuf Blume einen im Deister am Weg von Barsinghausen zur Wallmannhütte aufgestellten Ernst-August-Jagdstein für den am 5. und 6. Oktober errungenen Jagderfolg von König Ernst August von Hannover.
Blume starb 1847 im Alter von gut 59 Jahren. Nach dem Tod des umtriebigen Unternehmers endete Mitte des 19. Jahrhunderts die Blütezeit der Steinhauerei in Barsinghausen.

## August-Wilhelm-Blume-Straße
Die August-Wilhelm-Blume-Straße in Barsinghausen wurde nach dem Steinhauermeister benannt.